# Roedores
Os roedores (do latim científico Rodentia) constituem a mais numerosa ordem de mamíferos com placenta contendo mais de 2000 espécies, o que corresponde a cerca de 40% das espécies da classe dos mamíferos. A maior parte são de pequenas proporções, o camundongo-pigmeu Africano tem 6 cm de comprimento e pesa 7 g. Por outro lado, o maior deles, a capivara, pode pesar até 80 kg. Acredita-se que o extinto Phoberomys pattersoni teria pesado 700 kg. Roedores são encontrados em grande número em todos os continentes, exceto a Antártida, na maioria das ilhas e em todos os habitats, com exceção dos oceanos. Juntamente com os morcegos (Chiroptera), foram os únicos mamíferos placentários a colonizar a Austrália independentemente da introdução humana.
Ecologicamente são muito diversos. Algumas espécies passam a vida inteira no dossel florestal, outras raramente deixam o chão. Algumas espécies apresentam um hábito marcadamente aquático, enquanto outras são altamente especializadas para o ambiente desértico. Muitas são em certa medida onívoras, assim como outras têm uma dieta bem específica, comendo, por exemplo, algumas espécies de fungos ou invertebrados.
No entanto, todos compartilham uma característica: uma dentição altamente especializada para roer. Todos os roedores possuem um par de incisivos na arcada dentária superior e inferior seguidos por um espaço, o diastema, e por um ou mais molares e pré-molares. Nenhum roedor possui mais de quatro incisivos e nenhum roedor possui caninos. Seus incisivos não têm raiz e crescem continuamente. As superfícies anterior e laterais são cobertas de esmalte, enquanto a posterior tem a dentina exposta. No ato de roer, os incisivos se atritam, desgastando a dentina, o que mantém os dentes bastante afiados. Esse sistema de "afiamento" é muito eficiente e é uma das chaves do enorme sucesso dos roedores.

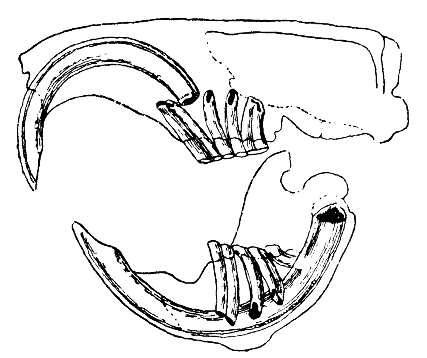
Dentição dos roedores

Roedores são importantes em muitos ecossistemas porque se reproduzem rapidamente, servindo de alimento para predadores, são dispersores de sementes e vetores de doenças. Humanos usam roedores para testes laboratoriais, na alimentação e para obtenção de sua pele.
Pesquisas recentes sugerem que os roedores podem ser biologicamente polifiléticos ou seja, teriam evoluídos mais de uma vez, neste caso este grupo teria que ser redividido.
Grupos comumente confundidos com roedores e erroneamente inclusos entre eles: Chiroptera (morcegos), Insectivora (ouriços, toupeiras), Lagomorpha (coelhos, lebres), Scandentia (tupaias) e Carnivora (Visons).
No grandioso grupo de roedores também estão: Ratos, Esquilos, Castores, Cutias e as Pacas.

## História Natural

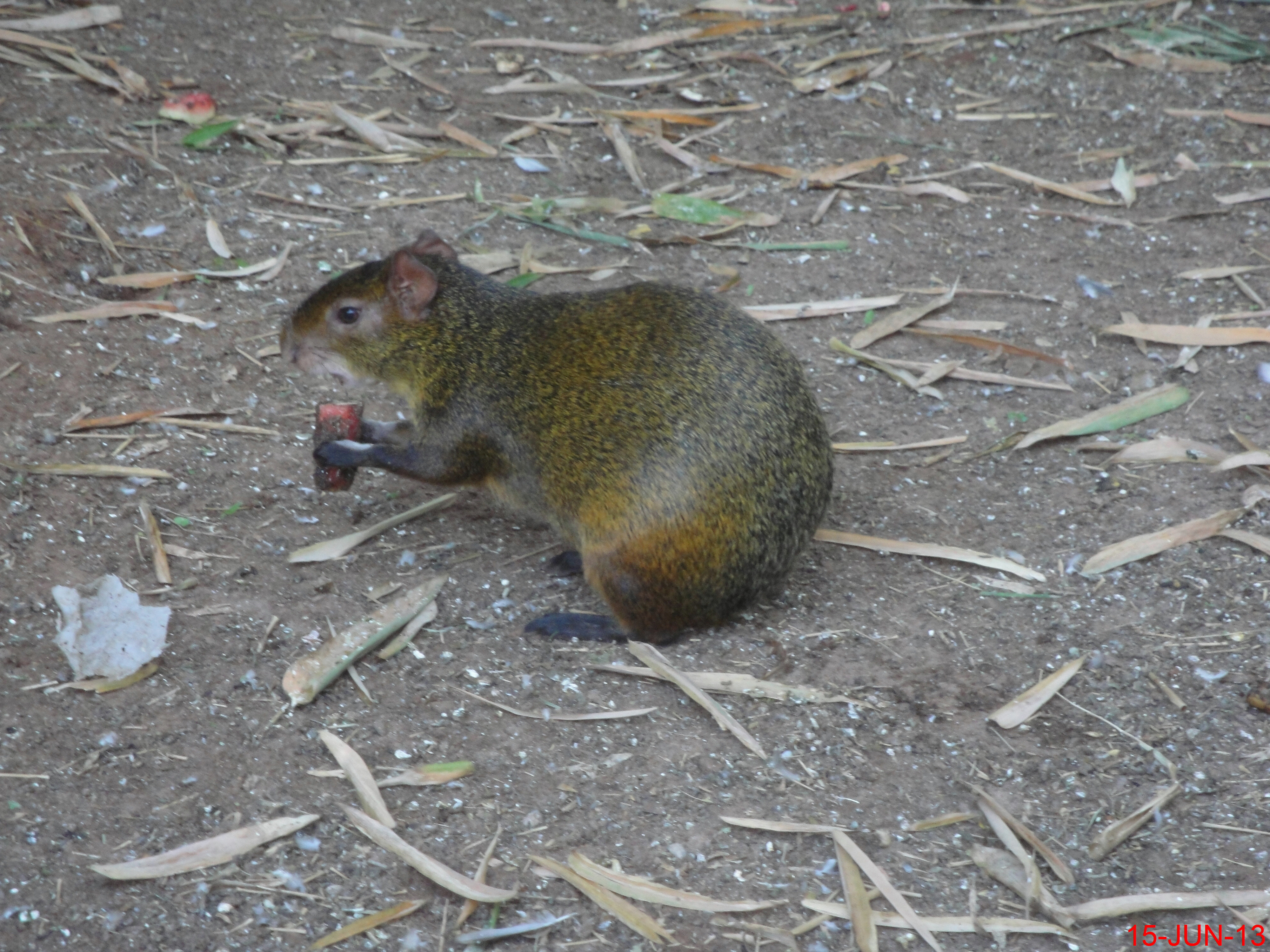
Cutia, um exemplo clássico de roedor sul-americano

O registro fóssil dos roedores começou há cerca de 65 milhões de anos, com a extinção dos dinossauros. Os primeiros roedores lembravam esquilos, a partir deles se diversificaram. Sua origem foi na Laurásia, supercontinente que incluía a Ásia, Europa e América do Norte. Algumas espécies colonizaram a África, originando os primeiros Hystrichognathi. De lá, alcançaram a América do Sul, que se encontrava isolada durante o Oligoceno e Mioceno. No Mioceno, África e Ásia colidiram, o que permitiu que roedores como o porco-espinho adentrassem a Eurásia. Durante o Plioceno, fósseis de roedores apareceram na Austrália. Apesar de os marsupiais serem os primeiros residentes da Austrália, os roedores dominam sua fauna, correspondendo a cerca de 25% dos mamíferos do continente. Enquanto isso, as Américas colidiram e, com o estabelecimento do istmo do Panamá, camundongos colonizaram o sul e porcos-espinho, o Norte.

## Características dos Roedores

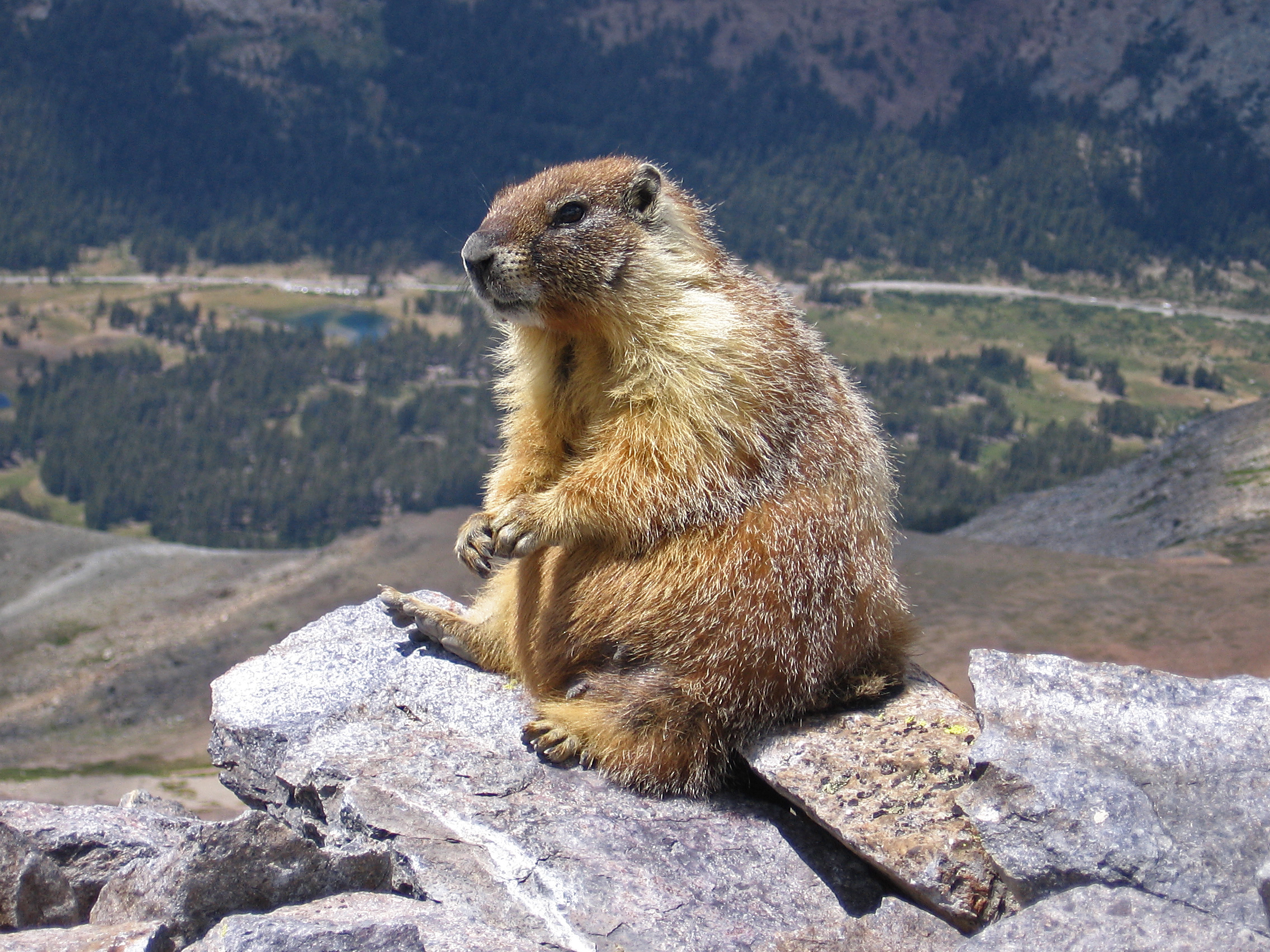
Marmota (Marmota flaviventris) no cume do Monte Dana, Parque Nacional de Yosemite, Califórnia, Estados Unidos.

Estes mamíferos possuem apenas um par de dentes incisivos (dentes da frente) bem desenvolvidos. Um par situa-se no maxilar superior e o outro no maxilar inferior. Estes pares de dentes crescem continuamente, pois são desgastados à medida que o animal vai roendo as cascas dos ramos das plantas. Os roedores não possuem dentes caninos (presas), mas têm molares para a trituração do alimento. Como exemplos, temos o rato, o camundongo, a capivara (o maior roedor do mundo), o porquinho-da-índia, o esquilo, a marmota e o castor. Estes animais servem de alimento para muitas aves, répteis e mamíferos carnívoros.

## Classificação
- Ordem RODENTIA
  - Subordem Sciuromorpha

Distribuição dos roedores atuais e recentemente extintos pelas famílias - baseado em Wilson e Reeder (2005)

    - Família Aplodontiidae - castor-das-montanhas
    - Família Sciuridae - esquilo, marmota, tâmia, cão-da-pradaria
    - Família Gliridae - arganaz

  - Subordem Castorimorpha
    - Família Castoridae - castor
    - Família Geomyidae - tuça
    - Família Heteromyidae - rato-canguru

  - Subordem Myomorpha
    - Superfamília Dipodoidea
      - Família Dipodidae -  jerboas, ratos-saltadores

    - Superfamília Muroidea
      - Família Nesomyidae - Ratos africanos
      - Família Cricetidae - hamsters, lêmingues, ratos e camundongos do Novo Mundo
      - Família Muridae - Ratos e camundongos do Velho Mundo
      - Família Platacanthomyidae
      - Família Spalacidae
      - Família Calomyscidae

  - Subordem Anomaluromorpha
    -       - Família Anomaluridae - esquilos-de-cauda-escamosa
      - Família Pedetidae - lebre-saltadora

  - Subordem Hystricomorpha
    -       - Família Diatomyidae Incertae sedis - rato-da-pedra-laociano

    - Infraordem Ctenodactylomorphi
      - Família Ctenodactylidae - gundis

    - Infraordem Hystricognathi
      - Família Bathyergidae - Rato-toupeira-pelado
      - Família Hystricidae - porcos-espinhos do Velho Mundo
      - Família Petromuridae - rato-da-rocha
      - Família Ctenomyidae - tuco-tucos
      - Família Echimyidae - ratos-de-espinho
      - Família Thryonomyidae - ratazana-do-capim ou farfana
      - Família Erethizontidae - porcos-espinhos do Novo Mundo ou cuandus
      - Família Chinchillidae - chinchilas e viscachas
      - Família Dinomyidae - pacarana
      - Família Caviidae - porquinhos-da-índia , capivaras , preás
      - Família Dasyproctidae - cutias
      - Família Cuniculidae - pacas
      - Família Octodontidae -  octodontes
      - Família Abrocomidae - ratos-chinchila
      - Família Myocastoridae - ratão-do-banhado
      - Família Capromyidae - rutías
      - Família †Heptaxodontidae - rutías gigantes